# Stanley (Falklandsøerne)
 Denne artikel omhandler byen Stanley (Falklandsøerne). Der er også andre byer med dette navn, se Stanley (North Dakota).
Stanley (tidligere Port Stanley) er hovedstad og den største by på Falklandsøerne. Byen har 2.121(2012) indbyggere og er verdens sydligst beliggende hovedstad.

## Historie
Bosættelse i Stanley tog sin begyndelse i 1843, og byen blev administrativt center i juli 1845. Byen er opkaldt efter den daværende britiske forsvarsminister Lord Stanley, som dengang havde ansvar for de britiske kolonier.
Stanley har været en vigtig by for Den Britiske Marine gennem historien, hvor området i flere tilfælde har været centrum for kamphandlinger. Under første verdenskrig havde de britiske krigsskibe deres base her, mens de udkæmpede den Falklandskrig, som udspillede sig under første verdenskrig. Området spillede ligeledes en stor rolle under anden verdenskrig.
Den krig, som flest kender til i dag, er Falklandskrigen fra 1982, da 7.000 argentinske soldater gik i land og besatte øerne, da argentinerne mente, at øgrupperne – som oprindelig var opdaget af en spanier – rettelig tilhørte Argentina. Storbritannien svarede igen med at sende store dele af flåden og ca. 20.000 soldater, deriblandt de legendariske gurkhasoldater til øerne i Sydatlanten.